# Estadio Juan Ramón Loubriel
El Estadio Juan Ramón Loubriel  es un recinto deportivo multipropósito con una capacidad de 12 500 espectadores, en Bayamón, Puerto Rico. Es usado principalmente para deportes como el fútbol y espectáculos de entretenimiento como conciertos.

## Historia
Construido en 1974, su uso original era para jugar béisbol y era la casa de los Vaqueros de Bayamon hasta el 2003.
En el 2003 los Vaqueros cerraron operaciones y el estadio se relegó, pero al final de año el estadio renació y se hizo casa de otro club profesional, los Puerto Rico Islanders como su primera casa. Ahora también es casa de Bayamon FC, un club de la Puerto Rico Soccer League.
Sobre los últimos 4 años ha sido utilizado por el deporte de fútbol y creado un estilo único al estadio y los Islanders. Se le apodó "La Meca" ya que fue parte de la resurrección del fútbol en Puerto Rico. También se le dice "JRL" abreviando su nombre oficial. Otro apodo es "La Islandera" como es la casa de los Islanders. El estadio fue sede de un evento histórico en Puerto Rico cuando la selección Campeona del Mundo y Europa, España, jugó contra La selección de fútbol de Puerto Rico en un marcador 2-1 a favor del visitante.